# 호세 바뇬
호세 바뇬 곤살베스(스페인어: José Bañón Gonzálvez; 1922년 4월 19일, 발렌시아 주 알리칸테 ~ 1987년 4월 21일, 발렌시아 주 알리칸테)는 스페인의 전 축구 골키퍼이자 감독이다.

## 클럽 경력
바뇬은 알리칸테 출신이다. 지역의 세 아마추어 구단을 거친 그는 발렌시아 주를 연고로 하는 또다른 구단인 에르쿨레스에 입단해 1941-42 시즌에 라 리가에 참가한 선수단에 이름을 올렸지만, 리그 신고식을 치르지는 못하였다.
1943년 여름, 바뇬은 레알 마드리드로 이적하여 주전 수문장으로 6년 활약하였고,(가장 많은 경기를 출전한 시즌은 26경기를 출전한 1944-45 시즌이며, 가장 적은 경기를 출전한 시즌은 17경기를 출전한 1947-48 시즌이다) 코파 델 헤네랄리시모를 비롯한 3차례 주요 대회 우승을 거두었다. 그는 폐 문제로 불과 27세의 나이로 축구를 그만두어야 했다.

## 국가대표팀 경력
바뇬은 몇 차례 이그나시오 에이사기레의 후보 수문장으로 스페인 국가대표팀에 차출되었으나, 단 한 경기만을 출전했다: 1947년 1월 27일, 그는 리스본에서 포르투갈과의 친선경기에 48분을 출전했지만, 그는 부상으로 빠지게 되었고 스페인은 이 경기에서 1-4로 패하였다.

## 감독 경력
은퇴 후, 바뇬은 고향에 복귀해 1951년부터 1953년까지 알리칸테의 감독을 역임했는데, 세군다 디비시온 1년차를 보냈고, 2년차에는 선수 겸 감독을 맡았다. 그는 오리우엘라와 엘체 감독도 맡다가 1956년에 축구를 완전히 그만두었다.

## 사생활과 최후
바뇬의 형 프란시스코(1920년생 2009년졸)는 국제 축구 심판이었다. 호세 바뇬은 1987년 4월 21일, 고향 알리칸테에서 65번째 생일을 맞은 지 이틀 만에 영면에 들었다.

## 수상

### 클럽
레알 마드리드
- 코파 델 헤네랄리시모: 1946, 1947
- 코파 에바 두아르테: 1947

### 개인
- 트로페오 리카르도 사모라: 1945–46